# 최한솔
최한솔(1997년 3월 16일 ~ )은 대한민국의 축구 선수로, 포지션은 수비형 미드필더이다. 현재 K리그1 강원 FC 소속이다.

## 클럽 경력
최한솔은 2016년 영남대학 축구부에 입단하였다. 2017년 5월 12일 대구대학교 축구부와의 U리그 10권역 경기에서 프리킥 득점을 성공시켰다.
2017년 12월 12일 K리그 챌린지의 서울 이랜드 FC에 입단하였다.
K리그2 2018 시즌 1라운드 수원 FC와의 원정 경기에서 선발 명단에 포함되며, 자신의 프로 통산 데뷔 무대를 가지게 되었다. 데뷔전에서는 전반전 45분만을 소화했고, 조재완과 교체되었다. 3월 18일 K리그2 3라운드 대전 시티즌과의 원정 경기에서 75분 경 좌측에서 박스 안으로 치고 들어가던 쇼흐루흐 가도예프를 저지하려다 손으로 잡아채 넘어뜨려 경고 누적 퇴장을 당하였다. 이는 최한솔 프로 데뷔 후 첫 퇴장이 되었다. 그러나 3월 22일 한국프로축구연맹 상벌위원회에서 해당 장면을 영상으로 재분석한 결과, 경고성 반칙이라 보기 어렵다 판단되어 최한솔의 징계가 감면되었다. 5월 19일 부천 FC 1995와의 K리그2 12라운드 원정 경기에서 64분 경 선제골이자 결승골을 기록하였고, 동시에 본인의 프로 데뷔골이 기록되기도 하였다.
2021시즌을 앞두고 K3리그의 김해시청 축구단에 입단했다.
2021시즌 여름 이적시장을 통해 포천시민축구단에 입단했다.
2022시즌을 앞두고 거제시민축구단에 입단했다.